# Irische Badmintonmeisterschaft 1996
Die Irische Badmintonmeisterschaft 1996 fand am 3. und 4. Februar 1996 in Terenure in Dublin statt.

## Die Titelträger
| Disziplin    | Sieger                      |
| ------------ | --------------------------- |
| Herreneinzel | Michael Watt                |
| Dameneinzel  | Elaine Kiely                |
| Herrendoppel | Mark Peard Donal O’Halloran |
| Damendoppel  | Annette Taylor Angela Carr  |
| Mixed        | Bruce Topping Ann Stephens  |